# Thagowie

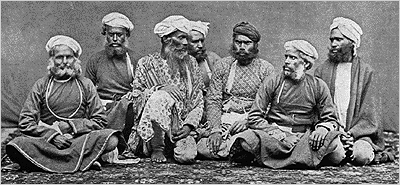
Grupa thagów

Thagowie (hindi ṭhag – złodziej, z sanskr. sthaga – łajdak) – tajna organizacja o charakterze religijnym, stanowiąca rodzaj bractwa, zajmującego się rytualnym mordowaniem podróżnych, a także okradaniem zabitych, działająca w Indiach prawdopodobnie od XVII w. (aczkolwiek istnieją przesłanki do przypuszczeń, że działali już wcześniej, nawet w XIII stuleciu), aż do wieku XIX.
Zasadniczo thagowie zabijali na cześć bogini Kali, istniały jednak także grupy zabójców, wzorujących się w swych metodach działania na thagach, którzy zabijali bez żadnej idei, a ich jedynym celem było ograbienie pomordowanych ofiar. Grupy takie wywodziły się także spośród muzułmanów, a podszywanie się pod hinduistycznych zabójców mogło w tym przypadku być doskonałym alibi.
W związku z rytualnym charakterem mordów thagowie praktykowali duszenie ofiar, tak aby w czasie zabijania nie przelać krwi (taki sposób zabijania związany był z jednym z mitów dotyczących bogini Kali).
Liczba ofiar thagów jest trudna do określenia z uwagi na tajny charakter kultu, jak też z powodu braku ostatecznej odpowiedzi na pytanie, jak długo trwała ich działalność. Jest ona szacowana w sposób bardzo różny i waha się od 50 tysięcy do 2 milionów. O masowej skali mordów może świadczyć fakt, iż przywódca jednej z grup thagów, niejaki Behram, w trakcie swojej ponad 40-letniej działalności przyznał się do własnoręcznego uduszenia 125 osób i „bycia obecnym” przy 931 morderstwach.
Trudno oszacować liczbę thagów, jak też pobudki nimi kierujące, jednak względy materialne musiały mieć duże znaczenie, jako że bogini Kali otrzymywała w ofierze życie ofiar, a cały majątek przypadał członkom bractwa.
Organizacje thagów działały nielegalnie, często cieszyły się jednak cichym poparciem ze strony lokalnych radżów, którzy w zamian za ochronę zmuszali członków organizacji do wydania części (niekiedy znacznej) łupów.
Na co dzień członkowie sekty prowadzili normalne życie, nie wyróżniając się niczym z reszty społeczeństwa.
Thagowie zostali ostatecznie zlikwidowani przez brytyjską administrację kolonialną po umocnieniu się brytyjskiego panowania w Indiach w 2. połowie XIX w.
Z uwagi na okrucieństwo i niezrozumiałą dla ludzi cywilizacji zachodniej motywację temat thagów pojawia się niekiedy w popkulturze; najbardziej znanym przykładem jest film Indiana Jones i Świątynia Zagłady z 1984 roku.